# Weigelie růžová
Weigelie růžová (Weigela florida) je rostlina, listnatá opadavá dřevina z čeledi zimolezovité (Caprifoliaceae). Je původní v Asii.

## Synonyma

### Vědecké názvy
Podle biolib.cz je pro rostlinu s označením Weigela florida používáno více rozdílných názvů, například Diervilla florida, Diervilla rosea, Weigela rosea a mnoho dalších.

### České názvy
Podle biolib.cz je pro rostlinu s označením weigelie růžová používáno více rozdílných názvů, například weigelie zahradní nebo vajgélie květnatá.

## Popis
Weigelie růžová roste zpočátku pomalu, později tvoří bujně rostoucí keře vysoké přes 2 m. Některé kultivary mohou mít odlišné znaky, především zbarvení listů a květů.

## Použití
Pěstuje se jako okrasná rostlina i v ČR. Je používána do skupin a volných živých plotů. Kvete od dubna do srpna. Preferuje slunečné polohy, propustné vlhké půdy.
Dorůstá výšky 2 m. Listy jsou kopinaté celokrajné.

## Pěstované kultivary
- - 'Variegata' - bíle a světle panašovaná, růžové květy
  - 'Bristol Ruby' - červené květy, poněkud tmavší listy
  - 'Eva Rathke' - červené květy, velmi oblíbená
  - 'Naomi Campbell' - červené listy, světlé, růžové květy

## Pěstování
Weigelie je široce pěstovaná dřevina, používaná do skupin, nebo i do rozvolněných živých plotů. Weigela florida v ČR kvete v druhé dekádě 21. století běžně dvakrát ročně, na jaře bohatě. Je to dlouhověká dřevina a až na několik kultivarů roste poměrně silně a po řezu dobře obráží. Silný řez lze provést nejlépe na jaře, nebo po odkvětu podle potřeby. Má ráda živné propustné půdy, ale je nenáročná.

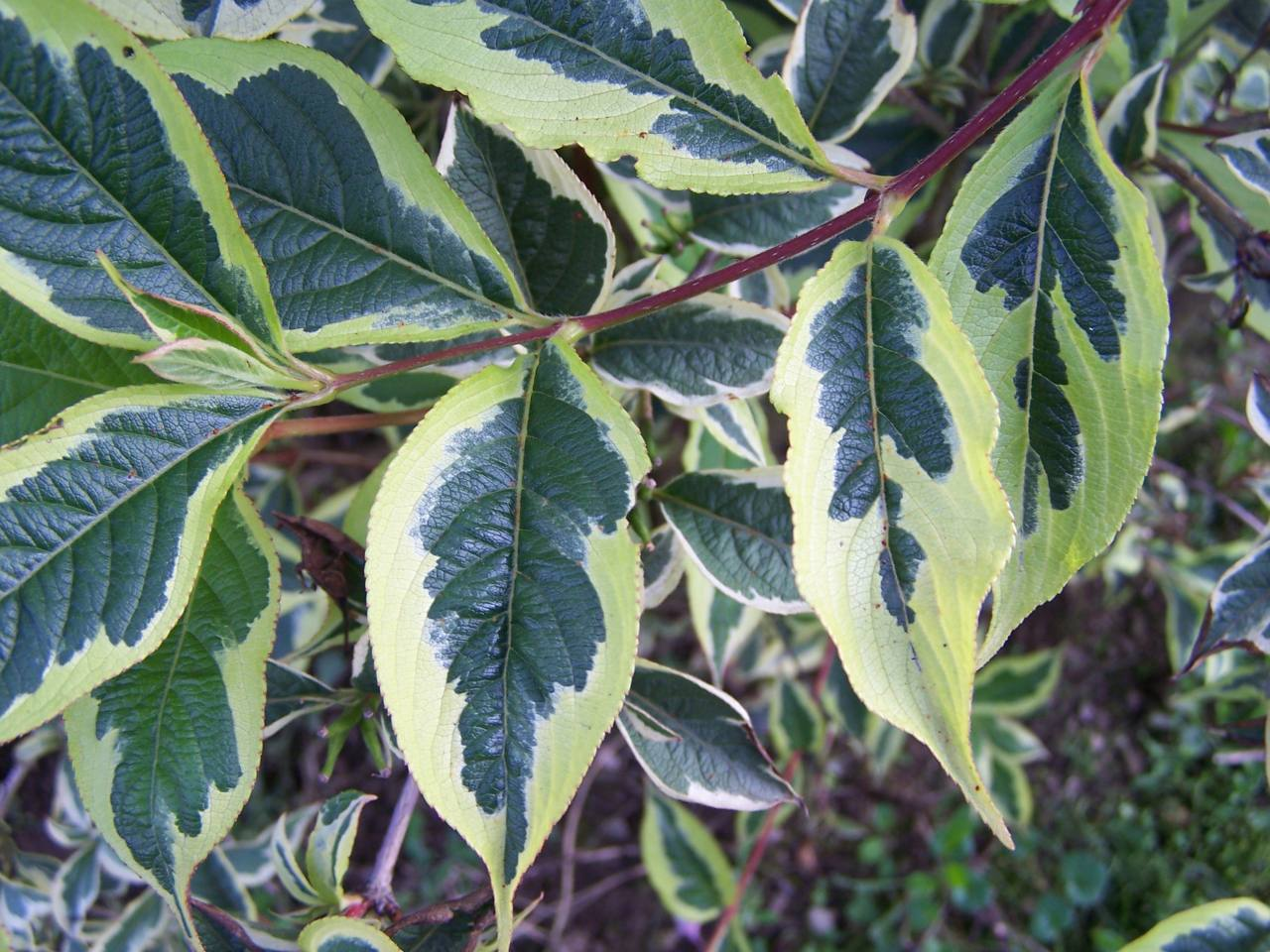
Weigela florida 'Variegata'

### Nároky
Při pěstování v mírném pásmu (ČR) weigelie rostou nejlépe na slunci, v polostínu rostou slabě a špatně kvetou. Vhodná je propustná, humózní až hlinitá půda, vlhká nebo dobře zásobená vodou a živinami. Snáší půdy kyselé až mírně zásadité. Weigelie snáší exhalace, dobře snáší řez a obvykle netrpí škůdci.

### Rozmnožování
Rozmnožuje se řízkováním bylinnými řízky, dřevité rostou špatně.